# Wielgus (Pologne)
Pour les articles homonymes, voir Wielgus.
Wielgus est une localité polonaise de la gmina de Kazimierza Wielka, située dans le powiat de Kazimierza en voïvodie de Sainte-Croix.